# フライングガーデン

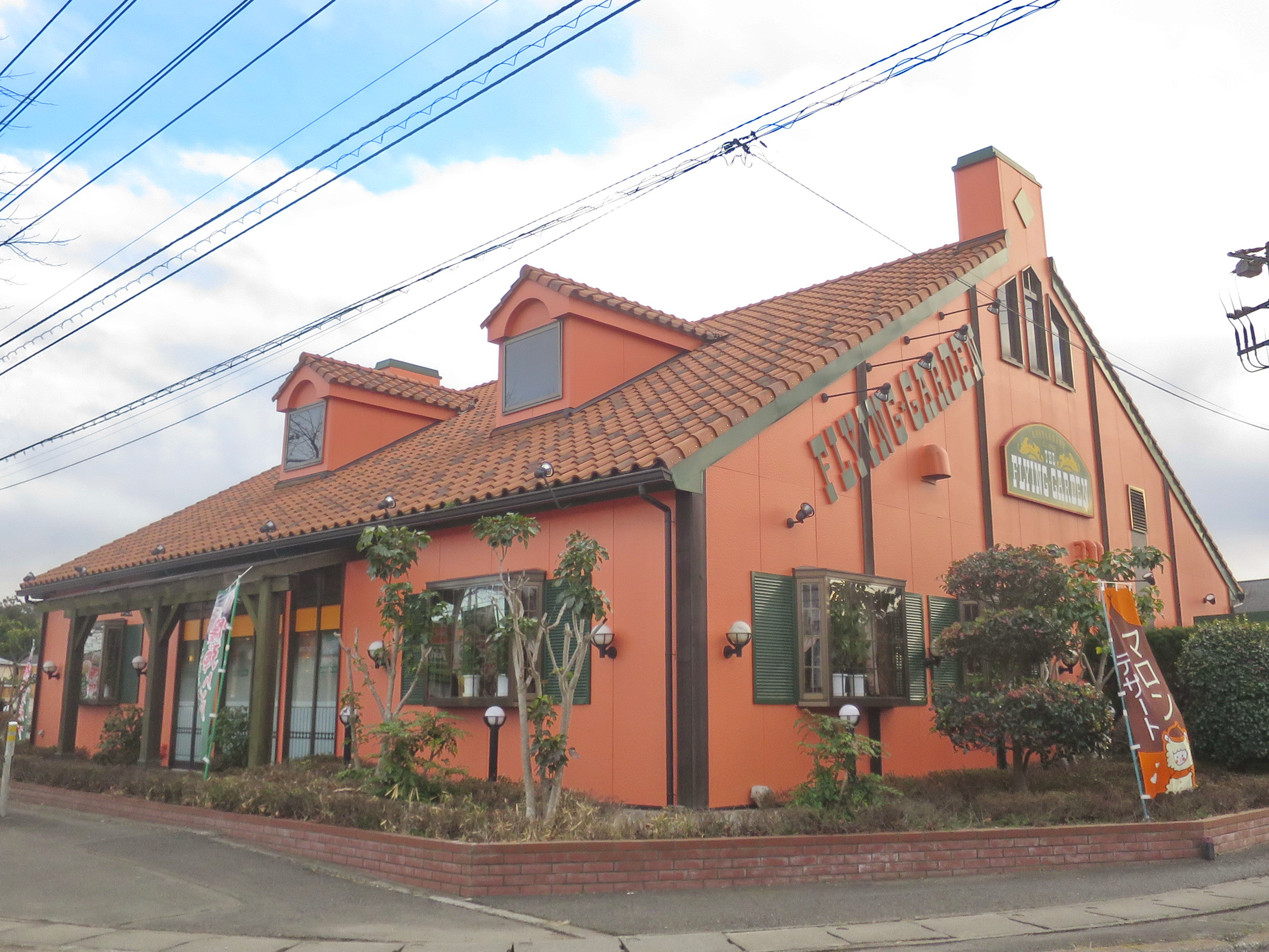
フライングガーデンつくば西平塚店

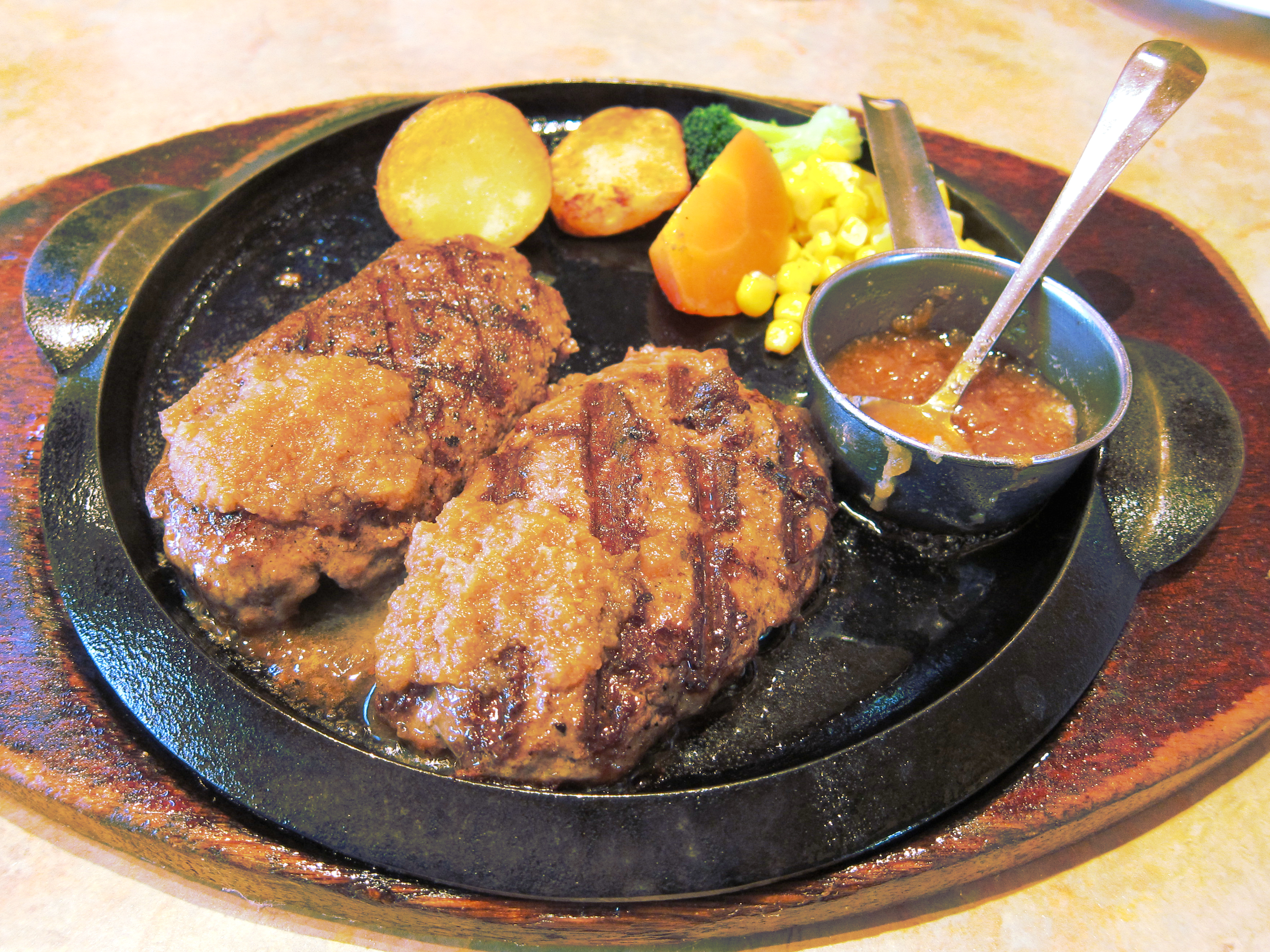
爆弾ハンバーグ 爆弾キング 和風ソース

株式会社フライングガーデンは、栃木県小山市に本社を置くファミリーレストランチェーンの『フライングガーデン』を運営する企業。看板メニューは爆弾ハンバーグ。
爆弾（ラグビーボール似）のような形で、焼きは基本ミディアム（半焼け）で提供され、客席でスタッフがナイフを入れ、熱々の鉄板で客が好みの焼き加減にする。その後、爆弾ハンバーグを模したハンバーグスタイルが他店でも広まった。

## 概要
2023年12月時点において関東地方のうち茨城・栃木・群馬・埼玉・千葉の各県に58店舗を展開する。1990年代後半までの屋号は『フライングタイガー』。
最盛期の2008年時点では、関東地方に直営店68店舗を展開していた。また2010年から2012年までパッケージ・ライセンス契約に基づいて株式会社幸楽苑が東北地方で運営する店舗が1店舗存在した。

## 爆弾ハンバーグ
爆弾ハンバーグとは、1988年当時小学生だった現社長の卓史が、「友達に聞かれたけど、フライングガーデンで一番おいしいものは何か」という問いに答えるべく創業者で現代表取締役会長の野沢八千万（のざわ やじま）が自ら開発した。メニューとしてのハンバーグは以前あったが、納得のいく一品ではなかったので販売休止していた。店名よりも有名にしたいと1991年の社内会議で全員の反対を押し切り爆弾ハンバーグと命名。肉の挽き方などを工夫することによってつなぎを使わずに形状を保持できる牛肉100%のハンバーグである。売上高の45%を占める看板メニューである。大きさは200gのクイーン、250gのキング、付け合わせを省きクイーンを2つ乗せた計400gのダブルがあり、ソースは和風ソースとにんにく醤油ソースがついてくる他、追加料金を払うことでチーズソースおよび山わさびソースに変更することも可能（期間限定メニューではそれに応じたソースが供されることもある）。かつては高齢者のリクエストに応えた150gのゴールドも存在した。
網で表面をカリッと焼き上げた後、客の前で接客係が俵状のハンバーグを2つに切り分け、ソースをかけて供する。その際に肉汁やソースがはねるため、紙ナプキンでガードするなど注意するよう促される。焼き具合はミディアムが基本で、客の要望があればウェルダンにもできる。調理には焼成、切り分けそれぞれに社内資格を必要とする。
爆弾ハンバーグの製造は、栃木県河内郡上三川町のテクノパークかみのかわに立地する自社工場の「栃木工場」で行っており、品質管理徹底のため、個包装で店舗に配送し調理の直前に開封する。

## 歴史

### 創業
創業者であり2021年現在代表取締役会長を務める野沢八千万は、1947年に茨城県笠間市で生まれ、高校卒業後に上京、就職した東京都千代田区神田神保町の洋食店で2年間働いた。2件目に就職した店では、世界料理オリンピックの金メダリストである今井克宏の下で3年間働き経験を積んだ。そして29歳の誕生日である1976年11月29日に群馬県桐生市でピザとクレープの店「ノザワ」を創業した。当初の店舗は約40平方メートルの店内に24席の客席があった。
1980年に視察で米国を訪問した野沢は、日本においても郊外型レストランチェーンが受け入れられると考えた。1981年12月に株式会社ノザワハッピーフーズ事業本部を設立。フライングガーデンの1号店である「新桐生店」を開店したのは1984年8月であり、後に爆弾ハンバーグへと発展することになる「網焼きステーキハンバーグ」も投入された。そして1996年11月に社名を株式会社フライングガーデンへ変更している。
当初の名称は「網焼き和牛100%ステーキ風ハンバーグ」であったが、鉄板上のハンバーグから煙が立ち上がる様子を見て爆弾を思い浮かべた野沢の発案によって、「爆弾ハンバーグ」へ改名された。改名に際してはイメージが悪いとして社員全員から反対されたが、周囲の反対を押し切って決断したものは大ヒットするという野沢の経営哲学に基づき改名された。

### 株式店頭公開
2004年3月に日本証券業協会の店頭売買有価証券市場「ジャスダック」へ株式の店頭登録を行い、12月にはジャスダックの証券取引所化に伴い、店頭登録を取消してジャスダック証券取引所へ上場した。これにより、新卒社員採用へ応募する学生が増えるなどの影響が出た。
株式の店頭公開以来、黒字決算を続けてきたフライングガーデンであったが、2008年3月期決算は原材料価格高騰などの影響で赤字になり3122万円の純損失を計上して、続く2009年3月期決算では赤字幅が広がり6億7545万円の純損失となった。
翌2010年3月期に黒字転換を果たしたものの、2011年3月期、2013年3月期、2014年3月期に再び赤字を計上している。2015年3月期以降は黒字が続いている。
株主優待は持ち株数に応じた優待券または商品となっている。

### 新業態の模索
2008年4月8日には新業態を模索する試みとして「カフェダイニング マリア・テラス」を開店した。主に女性や30代以上の客層を対象とする飲食店であり、店内は大人がくつろげるようにテーブルの間隔を広く取り、和室やテラス席、バーカウンターなどを設置してリゾートの雰囲気を7種類再現し、アジア、地中海など世界各国の料理70種類と、ドリンク100種類以上を提供する。投資総額は8000万円であり、フライングガーデン 西川田店（栃木県宇都宮市西川田町）の改装により開店した店舗であったが、目標未達のため11月30日に閉店した。
長期的には店舗数100店、売り上げ100億円の業態を複数作り、それらを持ち株会社の傘下とする目標を持っていた。
2020年12月1日に、群馬県桐生市にお持ち帰り専門店の「フラガ☆デリカ桐生巴町店」を開店した。

### 幸楽苑との提携

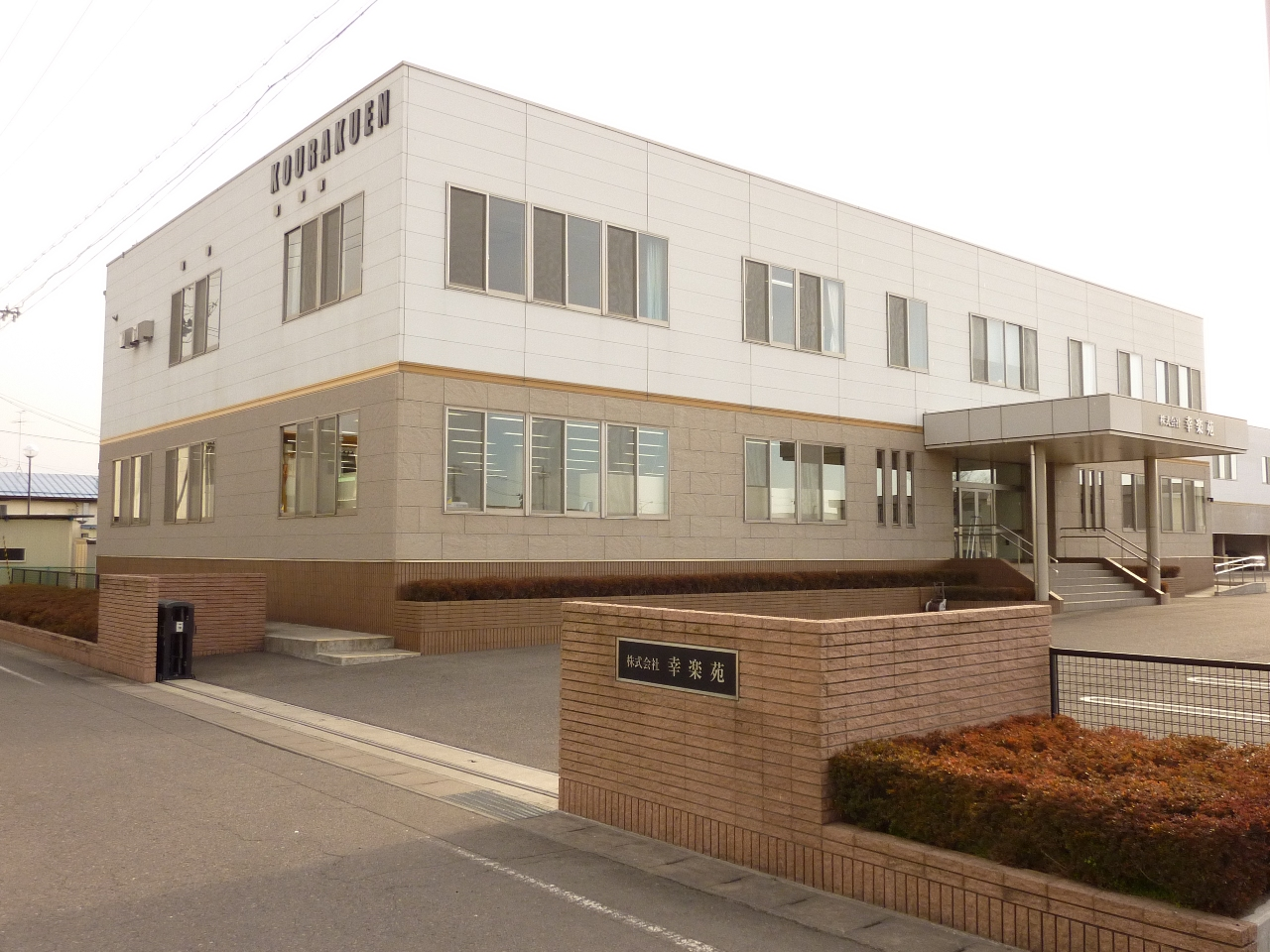
幸楽苑本社

2009年5月1日、ラーメンチェーン大手であり福島県郡山市に本社を置く株式会社幸楽苑との間で、パッケージ・ライセンス契約を締結したと発表した。これは、フライングガーデンが持っている商標権や店舗運営に関するノウハウなどを幸楽苑に提供し、福島県内での独占営業権を与えるものである。
2010年1月18日、契約に基づいて幸楽苑が経営する第1号店となるフライングガーデン 安積店が、郡山市において開店した。3000平方メートルの敷地内に80台の駐車場と広さ250平方メートルの建物が建つ店舗で、店内に客席88席を備える。
同店はフライングガーデンの福島県進出第1号店でもあり、株式会社フライングガーデンの直営店では爆弾クイーンと呼ばれている200グラムの爆弾ハンバーグを、地雷ハンバーグと命名するなどして独自性を打ち出している。なお2012年5月にこの第1号店は、サラダバーを導入するなどのリニューアルを行った上で店名をグリルガーデンに変更している。
幸楽苑の運営による店舗では、株式会社フライングガーデンが発行したサービス券などは利用できず、また逆に株式会社フライングガーデンが運営する店舗で、幸楽苑が発行したサービス券などを利用することもできない。
幸楽苑は、フライングガーデンを東北地方で6年以内に40店程度出店する計画を立てており、事業部の別会社化および上場も視野に入れていた。
2013年2月から4月までの間に、幸楽苑公式HPの店舗情報からグリルガーデン 安積店が削除された。

### 自社工場建設
2012年9月6日、栃木県河内郡上三川町の「テクノパークかみのかわ」で、自社工場である「栃木工場」竣工お披露目会を行った。
自社工場を建設する以前は茨城県内の食品加工業者に爆弾ハンバーグの生産委託をしていたが、生産設備が老朽化したため自社生産に切り替えることとして栃木工場を建設したものであり、生産委託から自社生産への切り替えは順次行い、2013年2月より全店舗で自社生産した爆弾ハンバーグの販売を開始した。
工場建設に伴う投資総額は3億5000万円であり、建物の大きさは2階建てで延べ床面積が957平方メートルとなっている。1日に12トンの爆弾ハンバーグを製造することができて、自社生産化により品質向上や生産強化を図る。
これに合わせて、従来よりも小さい爆弾ハンバーグをメニューに追加した。従来は200グラムと250グラムの爆弾ハンバーグを提供していたが、高齢者から大きすぎるという指摘があったことから150グラムを追加したもので、高齢者層の開拓を目的としていたが、2021年時点で150グラムサイズは廃止されている。

### 専門店への転換
2016年度までの3年計画においてはファミリーレストランから鉄板肉料理専門店への転換を企図し、食材の品質向上、サラダ・デザートの充実、爆弾ハンバーグのロゴ入り鉄板導入を進めて、店舗の改装ではテーブルの大型化や内装の更新を行う。また6年ぶりとなる新規出店を2016年度に行うとされていたが、2020年現在、新規出店は行われていない。
2020年、新型コロナウイルス感染症の流行を受け、全店舗の営業時間を22時までに短縮し、さらに緊急事態宣言が全都道府県に拡大したことを受け、20時までに再度短縮した。また3月には、コロナ禍の影響により内定取り消しを受けた学生を対象とした特別採用を実施した。

### 年表
- 1976年11月29日 - 野沢八千万が群馬県桐生市でピザとクレープの店「ノザワ」を創業[13]
- 1981年12月 - 株式会社ノザワハッピーフーズ事業本部を設立[21]
- 1983年7月 - 社名をノザワハッピーフーズ株式会社に変更[21]
- 1984年8月 - フライングガーデン（1990年代後半までの屋号は『フライングタイガー』）の1号店である新桐生店を開店[21]
- 1990年 - フライングガーデン 下戸祭店（栃木県宇都宮市下戸祭）の開店に合わせて爆弾ハンバーグを試験導入[18]
- 1996年11月 - 社名を株式会社フライングガーデンに変更[21]
- 2004年3月16日 - 日本証券業協会に株式を店頭登録（現在のジャスダック）[21]
- 2008年4月8日 - 新業態店舗のカフェダイニング マリア・テラスを開店、11月30日閉店[24][20]
- 2009年5月 - 株式会社幸楽苑とのパッケージ・ライセンス契約締結を発表[25]
- 2010年1月18日 - パッケージ・ライセンス契約による第1号店として株式会社幸楽苑運営で安積店（福島県第1号店）が開店[26]
- 2012年9月6日 - 栃木工場が竣工[9]
- 2013年2月1日 - 自社製造爆弾ハンバーグの全店販売開始
- 2017年9月5日 - 障害者雇用優良事業所等厚生労働大臣表彰受賞
- 2020年10月5日 - 25年間続いた金券半額返還フェア終了
- 2020年12月1日 - お持ち帰り専門店「フラガ☆デリカ」桐生巴町店開店
- 2021年6月24日 - 代表取締役社長に野沢卓史が就任。創業社長の野沢八千万は代表取締役会長に就任。

## 撮影協力

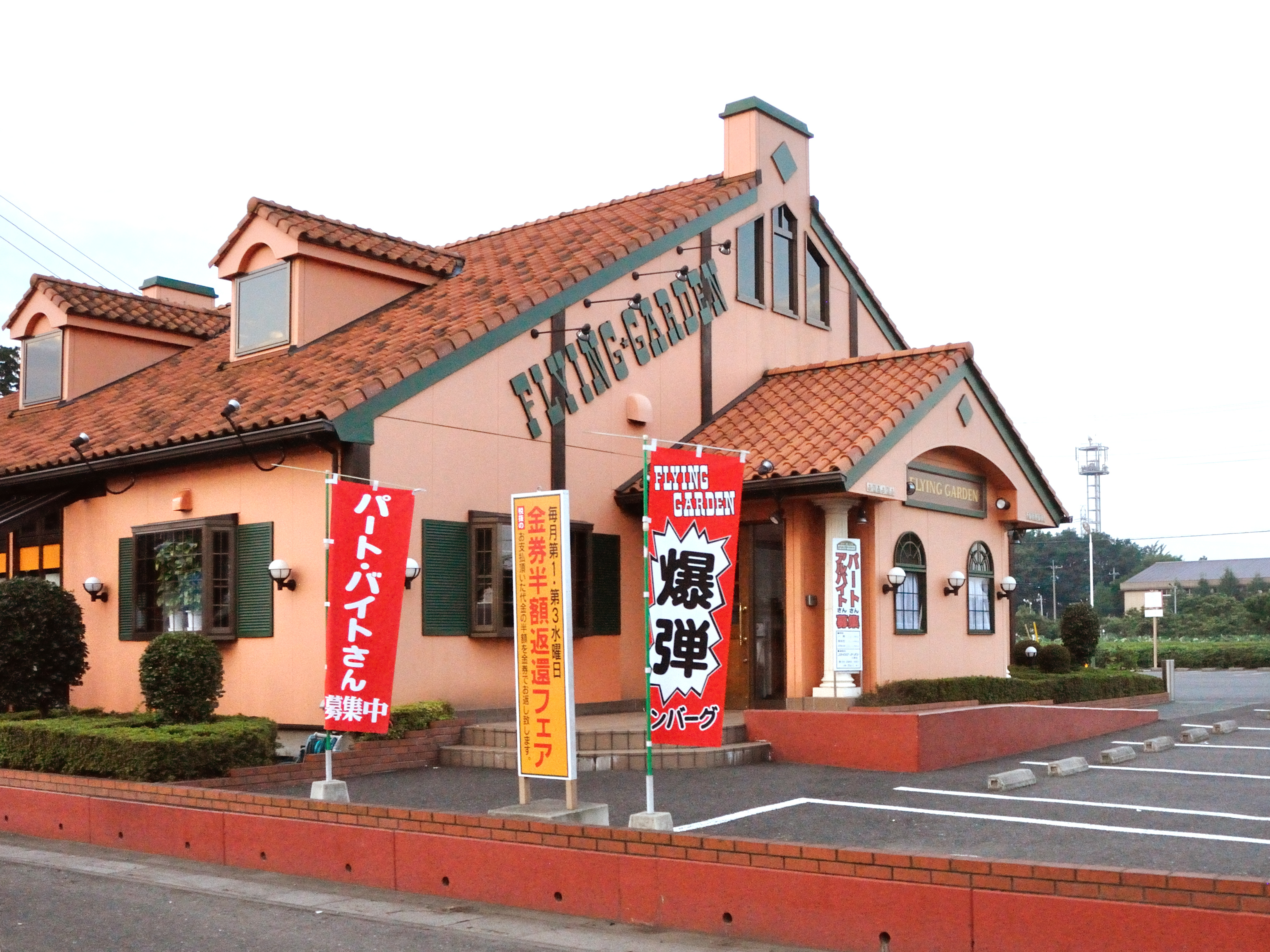
フライングガーデン入間店

### テレビドラマ
- ゴーストママ捜査線〜僕とママの不思議な100日（日本テレビ系列、2012年） - 撮影はフライングガーデン 入間店にて行われ、7月28日に放送された第4話において、主人公の娘が思いを寄せている男性が働いているレストランとして登場している[33]。
- 民衆の敵〜世の中、おかしくないですか!?〜（フジテレビ系列月曜9時枠の連続ドラマ、2017年） - 第4話（2017年11月13日）で小出未亜（前田敦子）と岡本遼（千葉雄大）が訪れたレストランとして登場し、宇野実彩子（AAA）が店員役を務めた[34]。
- 女子高生の無駄づかい（テレビ朝日系列金曜ナイトドラマ、2020年） - バカ（岡田結実）、ヲタ（恒松祐里）、ロボ（中村ゆりか）の3人が集まるファミレスとして登場した[35]。
- 浦安鉄筋家族（テレビ東京系列ドラマ24、2020年） - レストラン『べーやん』の撮影場所として、フライングガーデン佐倉ベイシア前店が使われている[36]（本来舞台となる千葉県浦安市にはフライングガーデンが存在しない）。

### バラエティ
- 秘密のケンミンSHOW 極（読売テレビ (ytv)制作・日本テレビ系列）
  - 2020年10月、栃木・群馬・茨城の北関東3県をピックアップした2時間スペシャル
  - 2021年9月16日、全国各地の肉料理特集
- 帰れマンデー見っけ隊!!（テレビ朝日系列、2021年）

### 映画
- 64（ロクヨン）（2016年公開） - 三上義信（佐藤浩市）が打ち合わせをするシーンの撮影がフライングガーデン前橋文京町店で行われた[37]。

## 店舗

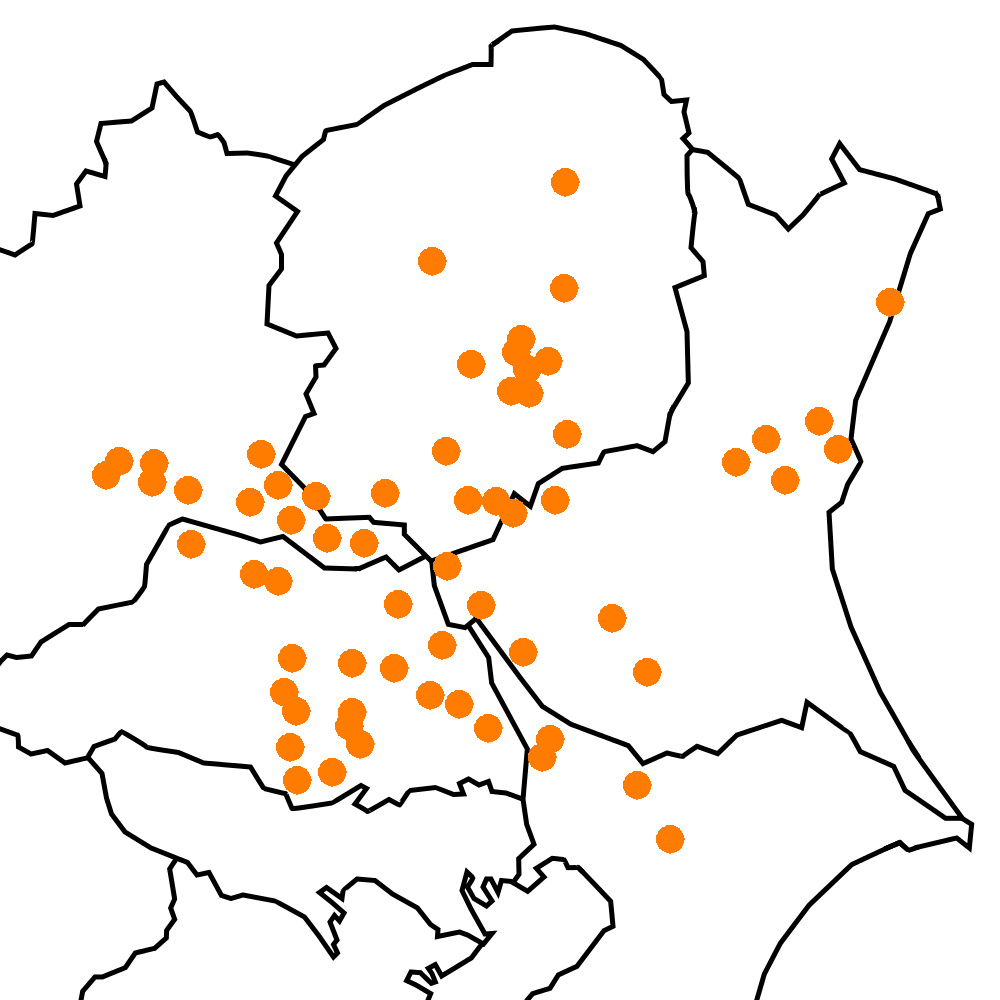
フライングガーデン店舗分布図 2016年1月時点

フライングガーデン公式HPの店舗案内を参照。出店戦略として、東京郊外のロードサイドを志向している。見通しの良いところで遠くからでも目立つこと、夜間でも立ち寄りやすいことがその理由である。

### 店舗の特徴
- 客席に呼び出しボタンを設置している。かつては人間的なホスピタリティを尊重するために設置していなかったが、顧客からの要望が多かったことから2015年4月より設置を開始し、2016年3月期中に全店舗へ設置した[38]。
- 店内にはドリンクバーが設置されている。これは、新しい顧客層の開拓を狙って2009年1月30日より各店舗へ順次導入されたものであり、事前に小山犬塚店で導入テストを行っている。導入以前もソフトドリンク類は一部を除いてお代わり自由だが、店員に申し出る必要があった[39]。
- 終日、ライスのお替り自由（平日・土曜開店～16:00のランチメニューはランチスープも同様）。
- 毎月第1・第3水曜日には『金券半額返還フェア』が実施され、食事代の半額相当（100円未満切り捨て）を食事券で返還していた。しかし、2020年の新型コロナウイルス感染拡大防止対策として中断され（その間も金券の使用は可能で、使用期限も延長された）、その後結局再開できないまま、終了のアナウンスがされた。[40]

### 閉店した店舗

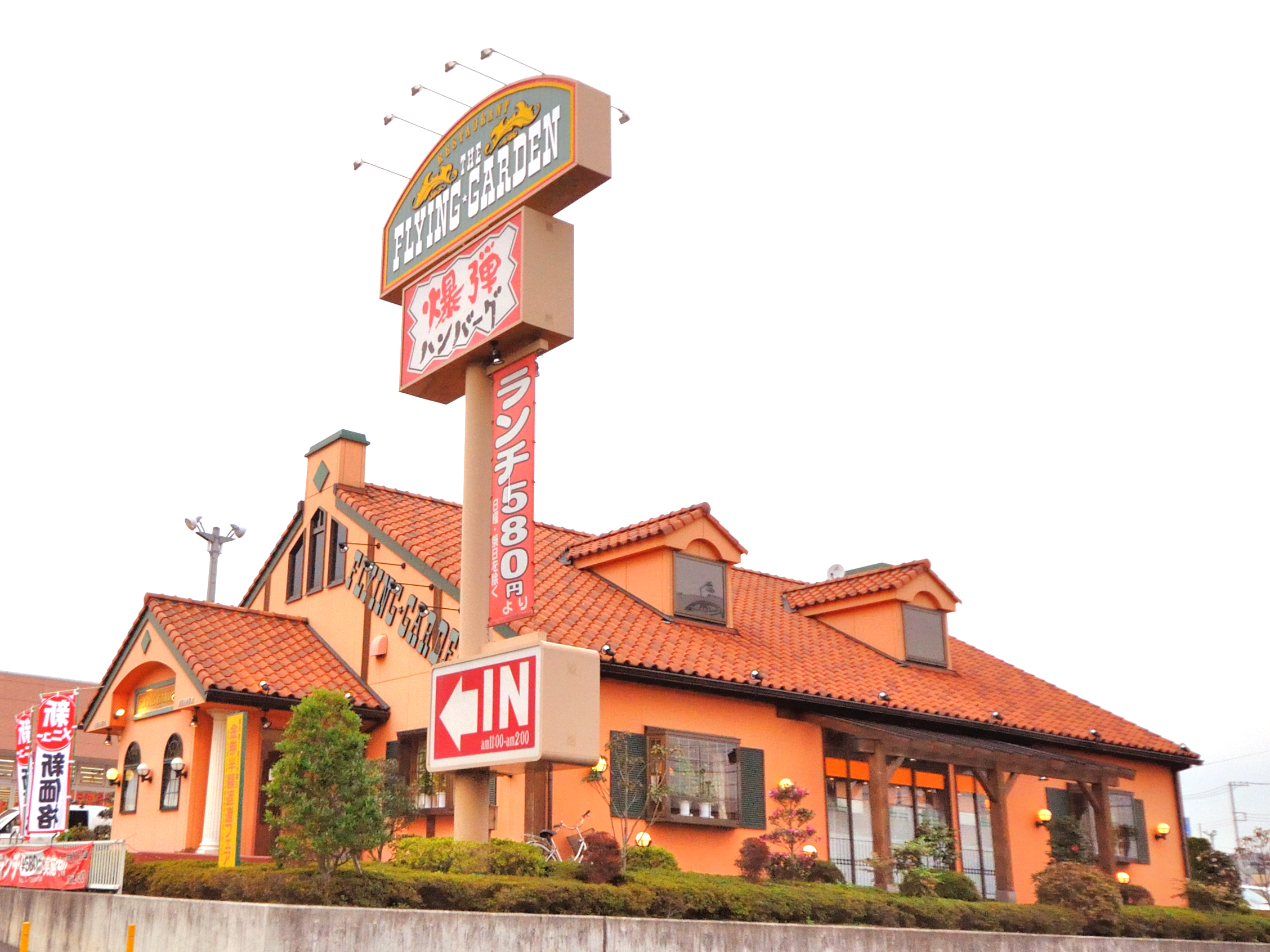
フライングガーデン野田ウニクス店

#### フライングガーデン
- 西川田店（栃木県宇都宮市西川田町913-1／リビングウエノ西川田店跡地） - 2007年11月11日閉店、ダイニングカフェ マリア・テラスへ改装[41]
- 伊勢崎宮前店（群馬県伊勢崎市宮前町1427） - 2008年8月31日閉店[42]
- つくば学園店（茨城県つくば市小野崎282-6） - 2010年3月期閉店[43]
- 竜ヶ崎店（茨城県龍ケ崎市川原代町5579-1） - 2010年3月期閉店[43]
- ビッグホップ印西店（千葉県印西市草深字原2085） - 2007年11月8日開店、2011年3月期閉店[44][45]
- 神立店（茨城県かすみがうら市下稲吉3184-5） - 2014年5月6日閉店[46]
- GLOBO蘇我店（千葉県千葉市中央区川崎町1-34） - 2008年7月26日開店、2014年9月20日閉店[42][47]
- 守谷店（茨城県守谷市鈴塚292-1） - 2015年2月25日閉店[47]
- 野田ウニクス店（千葉県野田市つつみ野1-1-3） - 2005年3月期開店、2015年10月25日閉店[48][49]
- 熊谷新島店（埼玉県熊谷市新島12-4） - 2016年7月10日閉店[49]
- 深谷店（埼玉県深谷市上柴町東3-1-13）- 2018年3月31日閉店[50][51]
- 水戸北IC店（茨城県水戸市飯富町5207-1） - 令和元年東日本台風（2019年10月）に被災し、休業のまま再建せずに閉店[52]。
- 坂東ヨークタウン店（茨城県坂東市辺田1104-1）- 2020年9月1日より機器点検のため休業、そのまま閉店[53]
- 館林店（群馬県館林市松原3-18-13）- 2021年2月28日閉店
- 坂戸店（埼玉県坂戸市にっさい花みず木三丁目12-2）- 2022年2月28日閉店[54]

#### マリア・テラス
- ダイニングカフェ マリア・テラス（栃木県宇都宮市西川田町913-1） - 2008年4月8日開店、2008年11月30日閉店[19][20]

#### 幸楽苑運営
- グリルガーデン 安積店（福島県郡山市安積町荒井字南千保18-5） - 2010年1月18日開店、2013年閉店[55][28]